# هورسنس
هارسِنس (به دانمارکی: Horsens) شهری در شرق شبه‌جزیره یوت لاند در دانمارک است.

## جمعیت
جمعیت این شهر برابر با ۵۲٬۹۹۸ نفر و جمعیت منطقه شهری هارسنس برابر با ۸۱٬۹۵۷ نفر است (آمار سال ۲۰۱۰). منطقه شهری هورزنس جزو ناحیه شهری یولاند شرقی با جمعیتی برابر با ۱٫۲ میلیون نفر است.